# Louisa Margaret Dunkley
Louisa Margaret Dunkley, née le 28 mai 1866 et morte le 10 mars 1927, est une télégraphiste australienne. Elle s'est engagée et a milité pour l'égalité salariale hommes-femmes en tant que syndicaliste au sein de la fonction publique australienne. Elle fait partie des figures de proue ayant lutté pour le droit des femmes.

## Biographie
Louisa Margaret Dunkley est née à Richmond en Australie. Elle était la fille de William James Dunkley, un importateur de bottes, et de Mary Ann Regan, tous deux originaires de Londres, en Angleterre. Elle a fait ses études dans des écoles catholiques pour fille.

### Carrière et études
En 1882, Louisa commence à travailler pour le Département du Postmaster-General. Après avoir étudié la télégraphie, elle passe l'examen de la fonction publique le 11 juin 1887 et devient opératrice en 1888 pour la poste métropolitaine de Melbourne et les bureaux télégraphiques. En 1890, elle obtient le diplôme de télégraphiste et est promue à un poste au Chief Telegraph Office.
Tout en travaillant comme télégraphiste au début des années 1890, elle prend conscience de l'inégalité de rémunération et des conditions de travail des femmes opératrices. Apprenant les efforts déployés par les femmes télégraphistes de la New South Wales pour parvenir à l'égalité de rémunération et de statut, elle a formé un comité pour plaider en faveur d'améliorations similaires dans le Département des postes et télégraphes de Victoria. Bien que ses efforts se soient traduits par des augmentations de salaire pour les femmes opératrices, ils n'ont pas atteint l'égalité avec les hommes, et la controverse qui en a résulté l'a amenée à être transférée dans un bureau de poste éloigné.
La militante quitte son poste au sein du service des postes et télégraphes en 1903.

### Vie privée
Le 23 décembre 1903, Dunkley épouse Edward Charles Kraegen, à Oakleigh, Victoria. Son mari est alors secrétaire des associations de la New South Wales et du Commonwealth Post and Telegraph associations. Il a occupé ses fonctions à ce poste de 1885 à 1904.
Le couple donne naissance à une fille en 1904 et à un garçon en 1906.

### Décès
Louisa Margaret Dunkley Kraegen meurt d'un cancer non identifié, le 10 mars 1927 à Longueville, Sydney. Elle est enterrée au cimetière de banlieue nord.

## Réalisations

### La Victorian Women's Post and Telegraph Association
En 1900, Dunkley commence à s'intéresser au syndicalisme à cause du traitement salarial discriminant qu'elle subit en tant que femme au sein du service public de Victoria. La jeune femme et certaines de ses collègues opératrices créent alors la Victorian Women's Post and Telegraph Association afin de militer pour une égalité des salaires et des conditions de travail. Mme Webb, une responsable de bureau de poste, a été élue présidente et Dunkley vice-présidente et porte-parole (1900–1904). 
En octobre 1900, elle est élue déléguée à une conférence de télégraphistes à Sydney. Elle y présente ses arguments en faveur de l'égalité homme-femme pour les nouvelles conditions de la fonction publique du Commonwealth. Certains des participants à la conférence s'opposent à sa plaidoirie, mais elle réussit tout de même à gagner le soutien du Parlement. Louisa obtient ainsi, en 1902, que l'égalité de rémunération hommes-femmes pour les fonctions de télégraphistes et de responsables de bureau soit incluse dans la Commonwealth Public Service Act de cette même année.
La Victorian Women's Post and Telegraph Association a continué d'exister au sein de l'Australian Commonwealth Post and Telegraph Association, d'abord en tant qu'association d'État, puis en tant que branche d'État de l'organisme fédéral, jusqu'en 1920.

### Hommages
La circonscription de Dunkley est une circonscription australienne dans la banlieue sud de Melbourne au Victoria créée en 184 en hommage à Louisa Margaret Dunkley,. Aussi, son nom est donné à la banlieue de Canberra, à Spence, que l'on appelle la Dunkley Place.

## Lectures additionnelles
- "Louisa Margaret Dunkley". Retrouvé le 27 mai 2020 – via "The Australian Women's Register".
- Baker, J. S. Communicators and Their First Trade Unions (Sydney, 1980); Men, Machines, History: The History of the Early Telegraph and Post Office Associations of Australia (State Library of New South Wales).
- "Women, Politics, and Equal Pay" by Joyce Stevens ; The Hummer Vol. 2, No. 9 (Sydney, 1997). Retrouvé le 27 mai 2020 – via the "Australian Society for the study of the labour history
- "Authentic Leaders: Women and Leadership in Australian Unions before World War II" by Raelene Frances ; Labour History, No. 104 (May 2013), pp. 9–30, Published by Australian Society for the Study of Labour History, Inc. Retrouvé le 27 mai 2020 – via JSTOR